# Compsophorus rubricatus
Compsophorus rubricatus är en stekelart som först beskrevs av Morley 1915.  Compsophorus rubricatus ingår i släktet Compsophorus och familjen brokparasitsteklar. Inga underarter finns listade i Catalogue of Life.